# Tamopsis
Tamopsis är ett släkte av spindlar. Tamopsis ingår i familjen Hersiliidae.

## Dottertaxa tillTamopsis, i alfabetisk ordning[1]
- Tamopsis amplithorax
- Tamopsis arnhemensis
- Tamopsis brachycauda
- Tamopsis brevipes
- Tamopsis brisbanensis
- Tamopsis centralis
- Tamopsis circumvidens
- Tamopsis cooloolensis
- Tamopsis darlingtoniana
- Tamopsis daviesae
- Tamopsis depressa
- Tamopsis ediacarae
- Tamopsis eucalypti
- Tamopsis facialis
- Tamopsis fickerti
- Tamopsis fitzroyensis
- Tamopsis floreni
- Tamopsis forrestae
- Tamopsis gibbosa
- Tamopsis gracilis
- Tamopsis grayi
- Tamopsis harveyi
- Tamopsis hirsti
- Tamopsis jongi
- Tamopsis kimberleyana
- Tamopsis kochi
- Tamopsis leichhardtiana
- Tamopsis longbottomi
- Tamopsis mainae
- Tamopsis mallee
- Tamopsis minor
- Tamopsis nanutarrae
- Tamopsis occidentalis
- Tamopsis perthensis
- Tamopsis petricola
- Tamopsis piankai
- Tamopsis platycephala
- Tamopsis pseudocircumvidens
- Tamopsis queenslandica
- Tamopsis raveni
- Tamopsis reevesbyana
- Tamopsis riverinae
- Tamopsis rossi
- Tamopsis transiens
- Tamopsis trionix
- Tamopsis tropica
- Tamopsis tweedensis
- Tamopsis warialdae
- Tamopsis wau
- Tamopsis weiri